# Summer Days
『Summer Days』（サマーデイズ）は、2006年6月23日にオーバーフローより発売されたアダルトゲーム。略称は『サマイズ』など。
前作『School Days』の本編開始前の夏を舞台にしたスピンオフ作品である。初回版はバグが多かったため、修正及び強化を図ったリニューアルパッケージ版（リニューアル版）が2006年10月27日に発売された。
2012年4月27日に、リメイク版『SHINY DAYS』（シャイニーデイズ）が発売された。詳細は#SHINY版を参照。

## 製品概要
本作品では前作にあった陰惨な描写はなりを潜め、淡い恋心から始まるひと夏の物語をテンポ良く描いている。更に今まで公開されなかった作中での人間関係が明らかになり、オーバーフローの他作品との関連性も明らかになった。前作と比べエンディング数は抑えられているが、これはタイトルの存在しないエンディングが多数存在するためである。また、本作よりディスクレスプレイが可能となった。
本編以外の内容としては、ミニゲーム『アホ毛バトル』を収録。ちびキャラ化した世界を操作して同じくちびキャラ化した言葉を倒す内容だが、『School Days』のバッドエンドの1つ「鮮血の結末」のパロディでもある。初回版には、『School Days』のプレイ画面と共に出演声優のコメントを収録したDVDが特典として付属している。

## ストーリー
同じクラスの伊藤誠にほのかな想いを寄せる清浦刹那は、おたふく風邪で寝込んでしまった親友の西園寺世界に代わり、彼女の母親が店長を務めるファミレス「ラディッシュ」でアルバイトを始めるが、慣れないゆえに疲れ果ててしまう。更には、誠の家は確かこの近くと淡い期待を胸に抱きつつ、夕涼みも兼ねて近くの海岸通りを歩いていたところ、妹連れの誠に出逢ってしまい…。

## 登場人物
登場人物の姓や誕生日の由来は、『School Days』に準拠している。

### 主要人物
伊藤 誠（いとう まこと）
声 - 平井達矢
『School Days』に続き、主人公を務める。本作では、世界の母・踊子や言葉の母・桂真奈美とも肉体関係になるルートが存在する。また、言葉の妹・心にすら欲情するシーンも存在する。
小説版では、前半にて紆余曲折を経て刹那と恋人になるも誤解から破綻し、後半にて半ば自暴自棄に心と肉体関係になる。
PC版のシナリオ段階では、心や真奈美との3Pシーンが存在していた。
清浦 刹那（きようら せつな）
声 - 山本華
『School Days』のサブヒロイン。
本作ではメインヒロイン。おたふく風邪で寝込んでしまった世界に代わり、ラディッシュでのアルバイトを行う。それまで接客業は苦手だったが、真奈美の視察の際に多くの厳しい意見を真摯に受け止めて努力した結果、有能と認められるようになる。舞と踊子のパリ出張に伴い、アルバイト先に赴任してきた瞬と再会するはめになり、「お父さん」と頑なに呼ぼうとしない複雑な父娘仲が描かれ、赤の他人とは異なる距離感から誠に元彼だと誤解され、嫉妬させてしまう。
その他、言葉と友人になるルートも存在する。
小説版では、前半の主人公を務め、夏祭りにて結ばれるも後半で破綻し、逃げるように留学してしまう。
PC初回版とPCリニューアル版のパッケージの他、『Summer Days ビジュアル・ガイドブック』でも世界や言葉と共に表紙に登場。

### 榊野学園の生徒
西園寺 世界（さいおんじ せかい）
声 - 柚木かなめ
『School Days』のメインヒロイン。
本作ではサブキャラクター。パッケージに登場しない上、誠との初体験や個別エンドも存在しない。刹那と同じく誠へ秘めた想いを抱いているが、他人にそれを指摘されると頑なに否定する。物語冒頭からおたふく風邪で寝込んでおり、刹那にラディッシュでのアルバイトを代わってもらう。
『Summer Days ビジュアル・ガイドブック』の表紙では、刹那や言葉と共にラディッシュの制服姿で登場している。
PC版のミニゲーム『アホ毛バトル』では、その名の通りアホ毛を駆使しながら言葉と戦いを繰り広げる。
桂 言葉（かつら ことのは）
声 - 遠野そよぎ
『School Days』のメインヒロイン。
本作ではサブヒロイン。出番は『School Days』より少ないが、居合の達人という設定が追加された他、悲惨な目に遭うことが無いなど、メインヒロインの刹那に準ずる待遇となっている。
ルートによっては刹那と友人になり、「ことぴー」、「せっちゃん」と呼び合い何でも話す間柄になる。刹那がパリに旅立った後、刹那と仲違いしたまま、けじめを付けずに自分に迫ってきた誠の頭を何だかの得物で殴って拒否し、パリに刹那を迎えに行くよう促す友人思いな一面が描かれる。
他にも、誠と結ばれるルートでは、夏休み明けに一緒に登校して遭遇した刹那から「お幸せに」と祝福されている（誠だけは失恋の腹いせに刹那に殴られる）。
PCリニューアル版では刹那や踊子と共にパッケージに登場。『Summer Days ビジュアル・ガイドブック』の表紙では、刹那や世界と共に作中では着ていないラディッシュの制服を纏っている。キャリアウーマンである母 真奈美の留守中は妹の心と2人だけで過ごす日があるらしく、『Shiny Days』のあるルートでは真奈美に電話口から責任を持って留守を預かるように言い付けられている。
英才教育を受けて来たためか踊ることにも優れているらしく、足利いのりから巫女舞の舞手として非常に見込まれ、「巫女は言葉以外に考えられない」と言われる程評価されている。
加藤 乙女（かとう おとめ）
声 - 松永雪希
『School Days』のサブヒロイン。
本作ではサブキャラクター。自分以外の女性が誠に近付くことを懸念しており、言葉を嫌っているものの、作中の期間が夏休み中である上に自らの取り巻き達が登場しないため、彼女へのいじめは行わない。誠の妹の止に気を使ったり、可憐の失態の後始末を行うなど、年少者に対しては優しい側面も描かれる。ルートによっては、可憐に付随する形で誠とのエンディングを迎えることとなる。
黒田 光（くろだ ひかり）
声 - 一色ヒカル
『School Days』のサブヒロイン。
本作ではサブキャラクター。実家でのアルバイトが休みの時は、よくラディッシュへ通っている。ルートによっては、不注意から精力剤を飲んで昂奮してしまう上、夜の森の中で織葉と竜二の青姦を誠と共に目撃し、自分達もその場で青姦へ至る。後日談では、『School Days』でのそれと同様に逆風俗ともいえる営業を誠を使って行う様子が描かれており、路夏や愛が利用客となっている。
甘露寺 七海（かんろじ ななみ）
『School Days』に登場。
本作では世界の台詞に名前のみの登場。ただし、ちびキャラ化された後ろ姿の設定画だけは『Summer Days & School Days ビジュアル・コレクション』に掲載されている。
澤永 泰介（さわなが たいすけ）
『School Days』『PureMail -ピュアメール-』『その後のピュアメール』『MISS EACH OTHER』に登場。
本作PC版では名前のみの登場。
田中 一郎（たなか いちろう）
『School Days』に登場。
本作では誠と刹那の会話（清浦の好きな人に関する問題の選択肢）にのみ登場する。
ごとうじゅんじには企画段階から登場させたい旨の思い入れを持たれていたが、メイザーズぬまきちにはその余地が無かったため、前述のような登場にとどまった。
山県 愛（やまがた あい）
声 - 桜川未央
誕生日 - 6月14日、姓と誕生日の由来 - 山縣有朋。
榊野学園1年3組。誠・乙女・路夏とは中学時代に彼らと同じクラスへ転入して以来の間柄だが、路夏との面識は薄い。世界や光とは仲が良く、一緒にラディッシュへ行くこともある。
おっとりとした、天然系の性格の持ち主。中学時代は誠と相思相愛の間柄だったが、嫉妬深い乙女の存在が原因で告白に失敗しており、交際までには至らなかった。現在は誠から距離を置かれている上、乙女から睨まれているためもあり、以前ほど密接な関係ではない。
初期設定ではロングヘアだったが、それだと性格や声共々言葉と被って人気が二分すると考えられたため、セミロングヘアへ変更されたという経緯を持つ。
企画当初はヒロインの1人とされていたが、心を優先したいごとうじゅんじの要望を受けたメイザーズぬまきちが全体の構成を見直したため、ルートごとカットされてサブキャラクターへ降格させられたという経緯を持つ。没ルートの一部は、ごとうじゅんじによって『Summer Days ビジュアル・ガイドブック』へ描き下ろし漫画として掲載された後、概ねの部分が『Cross Days』へ盛り込まれた。
前作『School Days』にもゲーム版では名前のみの登場。テレビアニメ版では名前も台詞も無いモブキャラクターであるものの、榊野学園でのシーンに登場。『Summer Days』における不憫さを懸念していたごとうじゅんじが表情を細かく描いたり髪を長めに描くなど、気を配っている。

### その他
加藤 可憐（かとう かれん）
声 - GUNTA
誕生日 - 2月22日、姓と誕生日の由来 - 加藤友三郎。
乙女の年子の妹。思ったことをすぐ口に出す行動派であり、要領が良く抜け目の無い大胆な性格。色恋沙汰に鋭い一面を持つ。姉と誠の仲を応援しているが、自らも彼へ想いを寄せている。自宅は湾岸線・東原巳駅付近。二条姉妹とは仲が良く、3人で行動することも多い。
ごとうじゅんじいわく、「『Summer Days』のダークホース」。また、企画当初はツインテールの左右の長さが違っており、コードネームは「シオマネキ」だった模様。
ルートによっては単独で誠と肉体関係へ至る上、乙女と共に彼との3Pを行い、共同エンドを迎えることとなる。
『School Days』にもゲーム版では乙女の台詞に名前のみの登場。テレビアニメ版では名前も台詞も無いモブキャラクターではあるものの、原巳中3年生に籍を置き、、最終話エピローグに登場。翌年の榊野学園へ入学し、バスケ部へ入部している。
橋本 織葉（はしもと おるは）
声 - 双海葉月
誕生日 - 2月29日、姓の由来 - 橋本家。
ラディッシュのアルバイト従業員。サッパリした勝気な性格。夏祭り前に彼氏に振られた後、竜二と付き合うことになる。
『School Days』のHQ版第1話体験版の隠し項目『女バス4人組の秘密の視聴覚室』にて聴けるオーディオコメンタリーでは、那津希の姉であること・那津希と姓が違うのは両親の離婚の際に父方へ引き取られたためであること・彼氏に振られたのは那津希が原因であることが、それぞれ那津希・路夏・麦・留夏の会話によって明かされている。
村山 野杏（むらやま のあん）
声 - 原由菓
誕生日 - 3月3日、姓と誕生日の由来 - 村山富市。
ラディッシュのアルバイト従業員。額を晒したロングヘアを持つ。垂れ目でおっとりとした人当たりの良いお茶目な性格であるが、その言動にはかなりの毒が含まれている。世界や刹那より1歳年上。
織葉と違ってセックスシーンは存在しない。
2周目以降では誠の言った冗談を真に受け、織葉と共に彼と踊子の仲介を担う。
清浦 舞（きようら まい）
声 - 夏海萌
誕生日 - 11月4日、姓の由来 - 清浦奎吾。
『Summerラディッシュバケーション!!』のヒロインの1人、伊能 舞（いのう まい）と同一人物。
刹那の母。ラディッシュ本社で重要な位置に就いているキャリアウーマンであり、湾岸新線・模手原坂下駅付近に、刹那と2人で暮らしている。踊子とは親戚かつ親友、そして公私に渡るライバルであるが、男性の好みは瞬の子を踊子共々産んでいることからもわかるように、似た者同士。年齢は30代（『Summer Days』/『Shiny Days』の作中時点で30歳になる）。
刹那を通じて踊子を威圧するなど、子供じみた一面も持つ。最近は少しダイエット中らしい。
PC版のシナリオ段階では、誠とのセックスシーンが存在していた。
本編では直接明かされておらず自らも知らないが、誠とは叔父と姪の血縁関係にある。
間 瞬（はざま しゅん）
声 - 樋口宏澄
世界、刹那、一葉、二葉、葉音、路夏、いのりの父。
『Summerラディッシュバケーション!!』の主人公。ラディッシュの元店長でもあるため、踊子と舞のパリ出張中に店長代理として本社から戻ってくる。容姿こそチンピラ風であるが、気さくな優男。刹那・いのりは自分の娘として認識しているが、他の娘達との親子認識があるかは不明。
刹那に一葉との関係を非難され、そこで一葉が刹那より年下だと知って驚いており、おそらく二条姉妹が自分の娘であることを知らない。
優柔不断さや女癖の悪さから踊子と舞には見放されている上、刹那には父と認められていない。瞬自身も自覚はしており、刹那のために直そうとは思っているが、女性の方から迫られるとあっさり行為に及んでしまう。
本編では直接明かされておらず自らも知らないが、誠とは異母兄弟の血縁関係にある。
間 空（はざま くう）
『Summer Days』では兄の瞬と同様、ラディッシュの社員となっており、店長としてある店舗を経営している。
竜二（りゅうじ）
声 - 前中礼二
物語序盤にラディッシュを訪れる日焼けした肌の金髪のサーファー。名前は『Summer Days』の時点ではまだ不明であり、「サーファーA」と設定されていた。
初登場時の会話内容から、沢越止と思わしき高齢の男性から妊婦との性行為の利点について聞かされた模様。竜二は織葉をナンパして新たな彼氏を気取り、彼女と共に入った夜の森で青姦に耽っているところを誠と光に目撃される。
当麻（とうま）
声 - リッキー力
物語序盤にラディッシュを訪れる日焼けした肌のアフロヘアーのサーファー。名前は『Summer Days』の時点ではまだ不明であり、「サーファーB」と設定されていた。
伊藤 止（いとう いたる）
声 - 南波華月
『School Days』に登場。
本作では刹那（姪孫）や言葉のことを慕っており、乙女・可憐・心とも親しくしているが、異母姉にあたる踊子のことは嫌っている。年齢の割に小柄で物言いは幼いが、一人で電車に乗り誠と母が住むアパートへ行く等、知能と行動力は年齢相応。
伊藤 萌子（いとう もえこ）
声 - 野上奈々
『School Days』に声のみ登場。
本作では娘の止と共にラディッシュを訪れる。
西園寺 踊子（さいおんじ ようこ）
声 - 神月あおい
ラディッシュの店長に就任した矢先、それまでの従業員が前店長の瞬に付いて行ったため、従業員のほとんどを新規アルバイターで埋め合わせて店を切り盛りしている。
PC版のみ個別エンドを持つが、攻略可能になるのは2周目以降。おたふく風邪で寝込んだ世界に代わる形で登場し、ルートによっては誠と肉体関係へ至る。
PCリニューアル版のパッケージには、刹那や言葉と共に登場している。
桂 心（かつら こころ）
声 - 神月あおい
『School Days』での人気を受け、攻略対象となった。言葉との共同エンドを持つ。ラディッシュの常連客である。
恋愛に興味津々であるため、誠と言葉をくっ付けようと目論んだり、自らが彼を挑発することもある。ルートによっては挑発を誤解した誠に襲われるが、絶頂寸前に駆け付けた言葉が彼のことを変質者と勘違いし、ゴルフクラブで殴り倒してくれたために助かる。
小説版では、後半の主人公を務め、誠が刹那と恋人である事実を知らぬままアプローチをかけ続けた結果、破綻して傷心していた誠に強姦される。が、最終的に受け入れ彼との既成事実に優越感を得ていた。
桂 真奈美（かつら まなみ）
声 - 鈴美巴
本名と容姿が明かされた他、経営コンサルタント業の成功から桂家が裕福となったことが明かされている。踊子が店長を務めるラディッシュへ視察に訪れるが、その佇まいや厳格さから、織葉や野杏には煙たがられている。また夫が性風俗店の利用をしていたことから夫婦喧嘩になったことが言葉によって語られている。
PC版のみ個別エンドを持つが、攻略可能になるのは2周目以降。ルートによっては、軽蔑対象の誠に性技で篭絡されて肉体関係となり、彼の子を身籠る。
井伊 卯月（いい うづき）
名前と声のみの登場。心との会話中に塾講師（恭一）と肉体関係を持っていることが明かされており、これによって心の性知識が卯月から吹き込まれたものであることも明かされている。ルートによっては性的に無知な心に誠を煽るように入れ知恵する。
メイザーズぬまきちによれば「非常にエロエロなキャラクター」や「心を動かすためのキャラクター」であり、「意外に人気があった」とのこと。
二条 一葉（にじょう かずは）
声 - 神月あおい
『School Days』に登場。
本作では誠へ想いを寄せているが、可憐や乙女の持つ彼への想いを知っているため、告白できないでいる。また、ラディッシュでは異母姉の刹那と面識を持っている。ルートによっては二葉に誘われて彼女と共に誠との3Pを行い、誠に音を上げさせる。
二条 二葉（にじょう ふたば）
声 - 草月弥生
『School Days』に登場。
本作では瞬との会話によると性技は瞬から教えられたらしい。ルートによってはラディッシュの店舗奥で瞬との騎乗位に耽る姿を誠や異母姉の刹那に目撃される上、可憐を余所に誠を挑発して一葉と共に3Pを行い、誠に音を上げさせる。
大隈 二喜（おおくま にき）
名前のみの登場。刹那によると世界と二喜はファッションの趣味が合わない。

## 主題歌
オープニングテーマ「SummerDays」
作詞・作曲・歌 - YURIA / 編曲 - 鈴木マサキ
エンディングテーマ「タンポポの綿帽子」
作詞・作曲・歌 - yozuca* / 編曲 - 鈴木マサキ
グランドエンディングテーマ「海から始まる物語」
作詞・作曲・歌 - 栗林みな実 / 編曲 - 澤野広之
SHINY版オープニングテーマ「Shiny Shower」
作詞・歌 - いとうかなこ / 作曲・編曲 - 磯江俊道
SHINY版エンディングテーマ「Mighty Heart」
作詞 - すーぱーそに子 / 作曲 - 村上正芳 / 編曲 - 第一宇宙速度&村上正芳 / 歌 - 第一宇宙速度

## スタッフ
- 企画、脚本、製作総指揮[注 11] - メイザーズぬまきち
- プロデューサー - ラジカル☆うえき
- ディレクター - 竹光土吏流
- キャラクターデザイン、総作画監督 - ごとうじゅんじ
- プログラム - 向日葵正

## バグとその影響
前作『School Days』に続き、本作も大量のバグと度重なる修正パッチのリリースを行った。
バグの原因は、「製品出荷時にマスターデータと古いデータを誤って混在させてしまった、最終出荷確認時の確認ミスが原因」と発表されている。発売日前日の2006年6月22日には最初の修正パッチ配布が開始されたが、それは2.3GBという前例の無い大容量であった。まもなく、それによってサーバがダウンするという事態が発生したため、オーバーフローは公式サイトに謝罪文を掲載した上で修正版のVer1.01B（容量は1.25GB）を配布した後、販売店へは購入者配布用の修正パッチDVD-ROM（Ver1.021を収録）を発送し、公式サイトではサーバダウン回避のためにBitTorrentを使用した配布への変更などの対策を取った。しかし、修正パッチの公開はなおも続き、同年7月7日にはソフ倫の審査基準に違反する表現があったとして、自主回収を行う。
その後、オーバーフローは同年10月18日よりアンケートカードを送付したユーザーのみを対象とした修正版DVD-ROMを発送することを、公式サイトにて発表した。この修正版は、同年10月27日発売のリニューアル版と同じくVer2.00である。更に、同年10月30日に修正版とリニューアル版の両方とも環境による不具合が発生することを受けて配布されたVer2.01が、2011年現在での最新版となっている。
2012年に公表されたメイザーズぬまきちへのインタビューによると、本作の製作に入った際、創業当時からのメインスタッフの結婚退職や病欠が発生したことから、ある巨大な宗教団体の熱心な信者である兄弟のスタッフが本作のプログラムとグラフィックを取り仕切ることになり、発売までの間メイザーズぬまきちによる指揮監督が不可能な状況に陥っていたという。そして彼らが仕事の進捗報告を偽ったまま宗教団体での活動に注力していたため、大きなバグがある状態で発売されたのだという。その結果両名は退社したが、その後発売されたオーバーフローの作品に対する批判を彼らと思しき者が2ちゃんねるで煽動していたとメイザーズぬまきちは語っている。

## DVD-PG版
2008年4月11日にアイチェリーより発売された。DVD4枚組。パッケージには『Summer Days ビジュアル・ガイドブック』の表紙が用いられている。好感度ゲージや選択肢の時間制限、男性ボイス消去機能、ルートマップが削除され、一方でセックスシーンの回想モードは本編を始める前から鑑賞することも可能。ハードの性質上から、セーブ機能の代わりとして各話終了時に表示される3桁の数字のパスワードで進行状況の保存が可能だが、話が進む度にディスクを差し替える必要がある。
前作『School Days』のDVD-PG版はPC版の内容をほぼ忠実に再現していたが、本作のDVD-PG版はPC版から一部のルートやエンディングが削除されている。なお、DVD-PG化の際に削除されたルートは、セックスシーンのみが『EXTRA SCENARIO』として別収録されている。

## UMD-PG版
2010年9月24日にPalaceより発売された。UMD3枚組。パッケージ画はPCリニューアル版と同じ。
話が進むたびにディスクを入れ替える必要がある。選択肢の一部が減少された。字幕のON/OFFができないため、進行状況によっては不自然なフォント（表記）が存在するが、前述のDVD-PG版で削除されたルートもプレイできる。

## SHINY版
『SHINY DAYS』（シャイニーデイズ）のタイトルで、2012年4月27日に発売。足利いのりを新ヒロインに据えてシナリオを書き直した他、『School Days HQ』と同様にゲームエンジンや背景画を最新のものへ換装し、登場人物達の一部を原画から描き直してイベントやエンディングを追加したリメイク版に当たる。
2011年4月2日にオーバーフロー公式サイトにて『SHINY SUMMER DAYS』（シャイニーサマーデイズ）のタイトルロゴといのりのシルエットが仮公開された後、同年6月3日にはオーバーフロー公式サイトとBugBug2011年7月号にて下記のミニゲーム『野球拳 Strip Battle Days』共々、正式に制作発表となった。
一時はオーバーフロー公式サイトをはじめ各媒体にて発売日を2011年11月25日に決定した旨が告知されていたが、延期。同年12月1日には、オーバーフロー公式サイトにて発売日とタイトルの変更が告知された。また、予約開始日である同年12月15日には、『ニコニコ生放送』へ出演したメイザーズぬまきちによって発売延期の謝罪や作品の説明が行われた他、加藤乙女と村山野杏の声が担当声優の引退によって代役となることや、小渕みなみが担当声優の事情によって『野球拳 Strip Battle Days』へ登場できなくなったことが発表された。なお、後者については#小渕みなみの登場中止を参照。
ラディッシュの制服については、PC版のものと新たにデザインされた猫耳系のものから選択できる。
漫画化も進行中。
SHINY版の開発に伴い、PC版は2011年8月26日をもってロットアップとなった。

### 登場人物

#### 主要人物
伊藤 誠（いとう まこと）
声 - 平井達矢
主人公。本作では誠の幼少期についても語られている。
幼い頃は母の仕事の都合から、止の経営する病院（萌子が勤めており、いのりもここに入院していた）の託児所に何度か預けられており、院長である止の息子で周りが遠慮していたのを良いことに、かなりのやりたい放題であったらしい。特に、長期入院中であったいのりとは頻繁にいがみ合い暴れていたらしく、その都度乙女が仲裁に回っていたという。当時から、いのりとは腐れ縁で親同士の決めた婚約者の間柄にもなっている。ただ、最初は幼少期の誠が決めた話であるらしく、「病院で一番偉い院長の息子である自分と、それ以上に偉いいのりが結婚すれば、自分達が世界を征服できる」という、いかにも子供染みた動機からであった。嫌っている父親の権威を笠に着ていたこの時の思い出は、誠にとってあまりにも恥ずかし過ぎるものであったため、現在ではすっかり忘れてしまっていた。
同じ中学の同級生であった池田の発言によると、中学時代は多くの女子から興味を持たれていたことで男子の同級生達からは総じて嫌われていたらしく、「異性の多くに興味を持たれる反面、同性からは嫌われていた」という点が言葉と共通していた事実が、明らかになっている（ただし、当時の誠は愛一筋であったため、想いを寄せてくる女子達の気持ちには気付いていないらしく、手も出してはいない）。
本作では、『Summer Days』の時には関係を持つことのなかった清浦舞とも肉体関係になるルートが存在する。
足利 いのり（あしかが いのり）
声 - 永野まどか
姓の由来 - 足利氏。
メインヒロイン。神社の神主・足利隼人と前妻の娘として育てられ、加藤姉妹（2人の母・加藤撫子が神主の前妻の実妹）とは義理の従姉妹にあたる。本人は知らないが彼女が両親として慕う神主と前妻の養女であり、間瞬と江幡夏日の娘で清浦刹那、西園寺世界、足利路夏、二条姉妹らとは異母姉妹にあたる。勇気や知恵とは同姓であるが、血縁関係は無い模様。また、本編では直接明かされず、本人も知らないが、誠とは叔父と姪の関係にあるほか、実母と養父の間に生まれた異父妹もいる。
古風な口調でしゃべり、父方の叔母にあたる舞や踊子も名前で呼び捨てにするが、本人に悪意は無い。
誠の父親（いのりの祖父）が経営する病院に入院しており、誠もその病院の託児所に何度か預けられていたために面識があり、当時の口喧嘩中のひょんな一言から許婚同士ということになった。誠はそのことを忘れているが、いのりは現在も彼へ想いを寄せている。養父・隼人の再婚話を受け入れられず、継母候補である実母の夏日のことは「姦婦女」と罵るほど反発しており、本編でも病院を飛び出して西園寺家を経て、清浦家で刹那と同居する。
元は『School Days』で名前だけが登場していたが、『Summer Days』からのリメイクに先駆けて2010年7月15日に開催されたイベント『Cross Days シークレットライブ』で存在が公表され、登場人物へ昇格された。乙女や可憐とは夏休み中、プールに通っていた模様（乙女の証言より）。
2011年エイプリルフール版『野球拳 STRIP ROCK PAPER SCISSORS』とその製品版『野球拳 Strip Battle Days』では、主人公と乙女の取り巻き達の案内役を務める。なお、前者では『Shiny Days』の正式発表前だったため、名前は明かされていなかった（ごとうじゅんじいわく「マル秘の新キャラ」）。
清浦 刹那（きようら せつな）
声 - 山本華
『School Days』のサブヒロイン。『Summer Days』のメインヒロイン。
本作では、ラディッシュでのアルバイト中に足利いのりと出会い、自宅で同居することとなる。また、舞や踊子とともに誠の子を身籠るルートが追加された。

#### 主要人物の近縁者
西園寺 世界（さいおんじ せかい）
声 - 柚木かなめ
『Shiny Days』では、寝込んで刹那にアルバイトを代わってもらう点はPC版と同様であるが、いのりの滞在直前で世界のおたふく風邪が発覚するため、いのりは清浦家へ向かうこととなる。なお、バストアップ姿は『Cross Days』での不評を反映し（下記を参照）、改めて再設定されている。
清浦母娘と母の踊子の3人が誠の子を妊娠するルートでは唯一その状況に異を唱え、良識的な一面が描かれている。
加藤 乙女（かとう おとめ）
声 - 内野ぽち
『Shiny Days』では、いのりの従姉妹という設定が追加された。地元の原巳浜では原巳神社の神主・足利隼人の亡妻の姪にあたり、父も神社の氏子総代であり、いわゆる地域の名士の親族・娘として幅を利かせていることが描かれている。原巳神社とその伝統のことは大切に思っており、いのりが祭りの巫女舞の舞手に「言葉以外考えられない」と駄々をこねると渋々誠を連れて桂家を訪れ、嫌っている言葉に頭を下げて学校でしてきたことを詫び、祭りの巫女役を頼みに行っている。
澤永 泰介（さわなが たいすけ）
『Shiny Days』では刹那の回想シーンに誠と並んで歩く姿が登場する。
間 瞬（はざま しゅん）
声 - 樋口宏澄
踊子のパリ出張後、店長代理として赴任直後は張り切るあまりに店を盛り上げるべく、シャンパンコールをして刹那、織葉、野杏を引かせたが、かつて瞬目当てで通っていた女性客が多く来店し、集客率上昇には貢献する。コール中には女性客からは黄色い声を上げられ、人気ぶりが描かれている。
学生時代に同棲関係であった夏日や神社の人間達からは、いのりの親権を奪おうとしていると誤解され、敵視されているが、瞬自身はいのりの親権を奪う意思など無い。むしろ瞬は、いのりの身に起きている事態を心配しており、いのりを無理矢理連れ戻そうとしている夏日に会いに行って、彼女のことを考えるよう進言しているが、かえって誤解を悪化させてしまっている。娘の刹那を気遣う父親らしい面も見せており、彼女と誠が2人でいられるよう取り計らう優しさも見せているが、さすがに誠が刹那にふしだらな行為に走ることには難色を示している。また、刹那を心配してしまうあまり、空回りな発言をして、刹那に足蹴にされてしまう場面もある。ルートによっては刹那といのり（いのりは事実を知らないが）に「お父さん」と呼んでもらい、感激している。
路夏の母親と思われる女性とは顔見知りであり、彼女の店によく飲みに行っている上、恋仲である描写がある。また、ラディッシュに近寄っていた不審人物を追っ払うなど、腕っ節も良いらしいが、社員であり本店からのヘルプスタッフであるさくやには、頭が上がらない模様。
間 空（はざま くう）
『Shiny Days』でも兄の瞬と同様、ラディッシュの社員となっており、店長としてある店舗を経営している。
清浦 舞（きようら まい）
声 - 夏海萌
『Summer Days』のPC版のシナリオ段階でカットされた要素が一部復活しており、誠と肉体関係になるルートや、踊子・刹那とともに誠の子を身籠るルートが存在する。
江幡 夏日（えばた なつひ）
声 - 桜川未央
『Summerラディッシュバケーション!!1.1』のヒロインの1人。
原巳神社の夏祭りの責任者であり、神主（足利隼人）の後添い候補。普段は、駅前のドラッグストアで薬剤師をしている。
いのりの実母だが、真実を知らないいのりからは「姦婦女」と罵られ、反発されている。大学時代にとある事情からラディッシュの元店長である瞬と同棲していた時期があり、その時に彼との間にいのりを身籠っており、産んだ後に神社の足利夫婦に預けていた。また、いのりとは別に、神主との間に女児をもうけていることが本人や可憐（子守の手伝いをして乳を吸わせた）の話から明らかになっている。
現在は、瞬が自分からいのりの親権を奪おうとしていると誤解しており、神社の人間共々彼を敵視している。ただ、かつては愛し合った仲でもあるためか、今でも瞬に対しては複雑な感情もあるようで、自分との間に生まれたいのりと違って刹那には「お父さん」と呼ばせていることに、眉をひそめたこともある。
いのりが登場しないルート（旧来の『Summer Days』に準拠するルート）では、路夏の母と共にラディッシュを訪れ、瞬のシャンパンコールを見つめる姿が描かれている。
神楽（かぐら）
『Summerラディッシュバケーション!!』のヒロインの1人であり、『Snowラディッシュバケーション!!』のプレイヤーキャラクターである、伊能 神楽（いのう かぐら）。
刹那の祖母。既に他界しており、ルート次第では刹那と誠が墓参りへ向かうことになる。墓は桂家の墓（『School Days HQ』のとあるルートの後日談で登場）と同じ墓地にある模様。
没した年齢は不明であるが、実妹の踊子や娘の舞との年齢差などから、生きていれば40代前半。
本編では直接明かされず、面識もないが、誠とは異母姉弟の関係にあたる。
加藤 撫子（かとう なでしこ）
乙女と可憐の母親。名前は『Shiny Days』での夏日の台詞から明らかになった。
怒らせると怖い性格であると路夏が『Cross Days』で発言しており、夫と夫婦喧嘩した際にはバイクを持ち上げていたらしい。
路夏の母（ろかのはは）
『Cross Days』で後姿と声のみの登場。
路夏の母親。娘の路夏に似た容姿をしている。本名は不明。『Shiny Days』で姿が明らかになる。往来で遭遇した見ず知らずの竜二と当麻を睨みつけると「貧乏人」と称して貶めた。
原巳亭という飲み屋を経営しており、瞬とは割と長い親交にある模様で、彼のシャンパンコールを見に来た姿が描かれている。
間 初花（はざま はつか）
間瞬の母親。刹那、世界、二条姉妹、路夏、いのり達の父方の祖母。舞と真奈美の会話で名前が言及されている。ラディッシュ本社にある部署の部長にまで昇進しており、舞、踊子、真奈美と接点がある。他界した舞の母 神楽とは同級生で親友。そのため『Shiny Days』における年齢は40代前半となっているが、かつて愛人であった止との今の関係は不明。

#### その他
池田（いけだ）
誠の中学時代の同級生。メガネを掛けている。中学時代に周囲の女子の人気を独占していた誠のことを、他の男子学生の同級生達と共に毛嫌いしている。最近、中学時代の同級生であった女子の冷泉（れいぜい）と付き合い始めている。
乙女の話によると、中学生時代に誠と井伊が慕っていた教師の有馬がいなくなったのを機に、誠を毛嫌いするようになったという。『Shiny Days』では後ろ姿が登場しており、刹那曰く「イケメン眼鏡君」で顔立ちが整っているらしい。
二条 四七葉（にじょう しなは）
二条 四九葉（にじょう しくは）
二条 五十葉（にじょう ことは）
二条 五三葉（にじょう こみは）
二条 五七葉（にじょう こなは）
全員が、葉音、一葉、二葉、三葉、四葉の妹達。伊藤止（叔母）と同年代であり、仲が良い。全員、外見は姉達と同じらしい。
そに子（そにこ）
声 - すーぱーそに子
ラディッシュのアルバイト店員。本来はニトロプラスのイメージキャラクターであり、キャラクターデザインは津路参汰によるものである。詳細は、名前のリンク先を参照。
白雪（しらゆき）
ラディッシュの厨房スタッフ。そに子の送別会には都合で参加できなかった。さくややりんと同様、『シスター・プリンセス』からのオマージュ出演。
田中 一郎（たなか いちろう）
『School Days』に登場。
本作では、刹那の携帯の待ち受け写メの誠の手前にぼやけて写っていた。
花山院 恭一（かさんのいん きょういち）
『School Days』に登場。
本作では夏祭りに登場するルートが存在し、条件次第では神社の森で妹恭美と肉体関係を結ぶ他、アルバイト先の学習塾で八江と肉体関係を結ぶ姿が描かれている。
伊藤 萌子（いとう もえこ）
声 - 野上奈々
娘の止と共にラディッシュを訪れる。基本的には声だけの登場だが、『Shiny Days』の特定ルートでのみ、容姿を見ることができる。
本作では勤務先で医院長の鷹司ありす、婦長の奈川ゆかりの部下となっている。
西園寺 踊子（さいおんじ ようこ）
本作では舞・刹那とともに誠の子を身籠るルートが存在する。
桂 真奈美（かつら まなみ）
声 - 鈴美巴
本作ではフードコーディネーター。
『Summer Days』と同様、誠の性技で篭絡されて彼に夢中になるルートがある（ただし、経緯は異なる）他、ラディッシュでのコンサル業務実施中、刹那にきつく当たるところをいのりに見咎められ、成敗される場面もある（その後はいのりの手下にされたことがうかがえ、彼女に協力するよう心や言葉に命じていた）。浮気がちな夫との冷めた夫婦仲や、ルートによっては電話口で言葉に、心と両親が留守の家を責任を持って守るよう厳しく言い聞かせる一面が描かれている。
井伊 卯月（いい うづき）
『Shiny Days』では、卯月が妊娠していることをほのめかす言葉（「つわ・・」）が恭一の口から出ている。
山県 愛（やまがた あい）
声 - 桜川未央
髪型が再設定され、ヘアピンでサイドを留めた緩めなウェーブヘアとなった。また、ルートによっては誠と肉体関係になる。
再設定された髪型をごとうじゅんじは強く推しており、ラディッシュの猫耳制服姿の愛がヒロインを務めるフルカラー短編漫画をBugBug2011年12月号に描き下ろしている。
橋本 織葉（はしもと おるは）
声 - 双海葉月
彼氏が妹の那津希と肉体関係になっていた事実が発覚し、ラディッシュで修羅場になっていたことが、竜二の口から語られている。
村山 野杏（むらやま のあん）
声 - きしだあいら
学力ランクトップクラスの県立大原に在校することが明らかになった『Shiny Days』では、沢越家の財産を目当てに誠に近づくなど、かなり打算的な性格でもあることが描かれている。
一応同棲している彼氏がいるらしいが、ルート次第では誠と肉体関係を持つエンディングが存在する。また、織葉や竜二を拉致に近い形で捕縛した神社の人間達に啖呵を切るなど、いざという時には勝気な面も見せている。
竜二（りゅうじ）
声 - 前中礼二
『Shiny Days』で名のみ設定された。また、竜二の家庭は東寿司である旨が、いのりによって語られている。なお、老人たちが竜二のことを「東のとこの小倅」と称していることから、竜二の姓は「東」である模様。
刹那にセクハラ行為を働いたが、いのりに成敗される。その後、いのりの取り巻きの老人達に従い刹那の送迎をすることになり、野杏もそれに乗じている。また、竜二がサングラスを探しにラディッシュへ赴いた際、織葉と妹の那津希、そして織葉の彼氏の3人による修羅場に遭遇したことが竜二の口から語られ、事実を聞いた彼に織葉の彼氏が殴り飛ばされたことも明かされている。
当麻（とうま）
声 - リッキー力
『Shiny Days』で名のみ設定された。また、当麻の家庭はパン屋である旨が、いのりによって語られている。
足利 知恵（あしかが ちえ）
『Cross Days』の主要人物。
『Shiny Days』では、刹那の家の前にいた乙女の下に姿を現すという顔見せ程度の出演。
細川 那津希（ほそかわ なつき）
『Cross Days』で登場。
本作では姉の織葉の彼氏と肉体関係になってしまったのが露呈したことについて語られる。
花山院 恭美（かさんのいん きょうみ）
『Cross Days』で登場。
本作では兄恭一とともに夏祭りを訪れる様子が描かれているが、ルートによっては神社の森で兄恭一と肉体関係を結ぶ。
大隈 二喜（おおくま にき）
『Cross Days』で登場。
本作では設定に好奇心が旺盛という設定が追加されており、いのりにも興味を持つ。自分と同じくゲームが好きないのりと意気投合する。いのりに変な性知識を植えつけ、彼女の初体験に影響が出る（いのりは足コキがHだと勘違いしていた）場面もある。
二条 葉音（にじょう はのん）
『Cross Days』で登場。
本作ではいのりが滞在する清浦家に二喜と一緒に向かう途中、乙女が関わっていると知ると不愉快さを露にした後、二喜には乙女を「いじめっ子」と教え、そそくさと一人抜けて帰宅してしまう等乙女との確執が描かれる。妹の一葉・二葉はリボンやフリル等の装飾が多く可愛らしい服を着ているのに対し、葉音は飾り気のない黒いVネックのTシャツを着ており、シンプルで大人っぽい服を好んでいる模様。
甘露寺 八江（かんろじ やえ）
『Cross Days』で登場。
本作では、桂心とクラスが一緒であることが明らかになった。

### 野球拳 Strip Battle Days
『野球拳 Strip Battle Days』（やきゅうけん ストリップバトルデイズ）はSHINY版へ収録されたミニゲーム。オーバーフローの2011年エイプリルフール企画として限定公開されていた、『野球拳 STRIP ROCK PAPER SCISSORS』（やきゅうけん ストリップロックペーパーシザーズ）のリメイク版に当たる。
みなみと同じくPC版に登場しなかった小泉夏美と森来実をヒロインに、大隈二喜をラスボスにそれぞれ据えた短編アドベンチャーゲームであり、戦闘部分はいわゆる野球拳。主人公が『デイズシリーズ』の各作品の画面が入り乱れる謎の空間「日々のはざま」へ迷い込んだ夏美か来実のいずれか1人に同行してもう1人を倒した後、二喜を倒せばゲームクリアとなる。
リメイクに際してフルボイス化される他、上記の3人には2011年エイプリルフール版に無かった主人公とのセックスシーンが追加される。また、上記の3人とは別に数名の登場人物が配布や配信などで追加される予定だが、その面々はオーバーフロー公式サイトにて同年7月3日まで実施された人気投票によって決定される。
なお、タイトルは発表当初から人気投票までは2011年エイプリルフール版と同じだったが、SHINY版のタイトル変更に伴い、正式タイトルへ変更された。その後、2014年10月31日には追加キャラクターや要素を含んだ製品版『野球拳 Strip Battle Days』が発売された。
小渕みなみの登場中止
みなみは『野球拳 STRIP ROCK PAPER SCISSORS』の時点では夏美や来実と共にヒロインとして登場しており、『野球拳 Strip Battle Days』にも同じく登場することがオーバーフロー公式サイトにて告知されていた上、各アダルトゲーム専門誌にも彼女達と同様の脱衣CGが掲載されていた。しかし、2011年12月9日にみなみが担当声優の事情によって『野球拳 Strip Battle Days』へ登場できなくなったことをメイザーズぬまきちがTwitterにて呟いた後、同年12月12日にはオーバーフロー公式サイト内のSHINY版公式サイトからも彼女についての記述は全て削除された。声優に代役を立てた乙女や野杏と違い、みなみ自体も登場中止にするという措置を取ったことについて、メイザーズぬまきちは同日のTwitterや12月15日の『ニコニコ生放送』にて「NHKとか子ども番組とかに出ている期間は出演できないというおなじみのアレ」や「ツノのついた白い悪魔」を理由に挙げている。
なお、2011年12月23日にはアキバ☆ソフマップ1号店の店頭にて『野球拳 Strip Battle Days』へ使用するはずだったみなみのCGを流用したメッセージペーパーが、SHINY版の予約者へ配布された。その後、製品版では一転してみなみは登場こそ叶ったものの、声は収録されていない。

#### 登場人物
『野球拳』の主人公
声 - 不明
2011年エイプリルフール版『野球拳 STRIP ROCK PAPER SCISSORS』とその製品版『野球拳 Strip Battle Days』で、「日々のはざま」へ迷い込んだ乙女の取り巻き達のうち1人と出会い、野球拳の代打ちを依頼される少年。同行や対決の最中における乙女の取り巻き達の台詞から彼女達と同世代であることがうかがえるが、ニキニキ大魔王を倒した後には夢オチとも受け取れるシーンが描かれるため、本名や容姿に加えて実在しているかは不明である。
『野球拳 STRIP ROCK PAPER SCISSORS』では野球拳の代打ち役でしかなかったが、『野球拳 Strip Battle Days』では倒した相手とのセックスシーンも描かれている。
桂 言葉（かつら ことのは）
現在の言葉とは別に、まだ誠と出会う前の過去から迷い込んだ幼少期の言葉が登場する。幼少期の言葉はお父さん子だったらしい。
小渕 みなみ（おぶち みなみ）
『野球拳 STRIP ROCK PAPER SCISSORS』に登場。髪型が再設定され、両端がカール状となった。また『School Days』のテレビアニメ版での性格や肉感的に描き直された肢体、『Cross Days』で追加された設定（下記を参照）や『ぶろぐDays』で再設定された髪型（上記を参照）が反映されている。夏美や来実と対峙した際には前述の設定が元でレズビアンと見なされて憤慨するが、言動の端々では乙女への熱い想いも覗かせる。
小泉 夏美（こいずみ なつみ）
『野球拳 STRIP ROCK PAPER SCISSORS』と『野球拳 Strip Battle Days』に登場。『School Days』のテレビアニメ版での性格や、肉感的に描き直された肢体が反映されている。みなみや来実と対峙した際には『Cross Days』での設定（下記を参照）を踏まえ、彼女達へのコンプレックスを露にした言動を取る。
森 来実（もり くみ）
『野球拳 STRIP ROCK PAPER SCISSORS』と『野球拳 Strip Battle Days』に登場。ヘアバンドの色が再設定され、浅黄蘗となった。『School Days』のテレビアニメ版での性格や、肉感的に描き直された肢体が反映されている。夏美やみなみと対峙した際には前述の性格が元で尻軽と見なされて憤慨するが、その一方で主人公へ色目を使う。なお、『野球拳 Strip Battle Days』へのリメイクに際し、3人の中では最も早く主人公とのセックスシーンのCGがBugBug2011年7月号で公開された。
西園寺 踊子（さいおんじ ようこ）

桂 心（かつら こころ）
声 - まきいずみ
現在の心とは別に、誠の死亡後のあり得たかもしれない未来から迷い込んだ女子高生の心が登場。女子高生の心は、言葉と瓜二つの容姿であり、言葉と仲違いしながらも密かに気遣ってもいる。なお、バストサイズは姉や母のような巨乳ではなく普通。
畠山 麦（はたけやま むぎ）
『Cross Days』で登場。
今川 留夏（いまがわ るか）
『Cross Days』で登場。
大隈 二喜（おおくま にき）
『Cross Days』で登場。
オーバーフローの2011年エイプリルフール企画として限定公開されていたミニゲーム『野球拳 STRIP ROCK PAPER SCISSORS』から引き続き、ラスボスのニキニキ大魔王として主人公や乙女の取り巻き達のの前に立ち塞がる。

### Strip Battle Days 2
『Strip Battle Days 2』（ストリップバトルデイズ ツー）は2016年4月28日に発売された『野球拳 Strip Battle Days』の続編。
主人公は伊藤誠。ヒロインは西園寺世界・桂言葉・大隈二喜・花山院恭美が務め、前作に無かったアニメ演出も導入される。新登場人物は伊藤誠の母伊藤萌子。
発売直後の5月3日、不適切な画像が入っているという理由で一度販売が停止。その後、修正された物が27日に再出荷された。2020年9月25日発売の「SCHOOLDAYS SERIES COMPLETE BOX」収録版はデザインが刷新され、新要素が追加されている。

#### 登場人物
伊藤 誠（いとう まこと）
主人公。本作では過去作品以上に倫理的な見境が無くなり、実母の萌子にも欲情して身籠らせるルートが存在する。また、各ヒロインへの膣内射精の描写も過去作品以上に誇張されており、きわめて大量の精液が溢れ出る様子が描かれる。
西園寺 世界（さいおんじ せかい）
ラディッシュの猫耳制服姿でヒロインの1人として登場。Getchu.com限定販売のパッケージ版にも、言葉と並んでパッケージ画に描かれている。
伊藤 萌子（いとう もえこ）
実子である誠の子供を身籠るルートが存在する。また、二喜や恭美も誠の子供（つまり、萌子にとっては孫）を身籠っていることを知る。
花山院 恭美（かさんのいん きょうみ）
『Cross Days』で登場。
本作では、誠の子供を身籠るルートがある。
大隈 二喜（おおくま にき）
希薄な貞操観念で誠に応じ、彼の子を身籠るルートが存在する。
言葉の父（ことのはのちち）
特定のバッドエンドルートのみに登場。

## 関連商品

### ムック
Summer Days & School Days ビジュアル・コレクション
編集 - ピーズサイテック / 発売元 - ジャイブ / ISBN 9784861763304
2006年8月発売。
Summer Days ビジュアル・ガイドブック
編集 - ピーズサイテック / 発売元 - ジャイブ / ISBN 9784861763427
2006年10月発売。

### CD
Summer Days ORIGINAL SOUND TRACK
発売元 - ランティス / ASIN B000FI8SUG
2006年6月23日発売。

## 関連作品

### 小説
Summer Days
著 - 岡田留奈 / 発売元 - ハーヴェスト出版 / ISBN 9784434085611
2006年12月発売。刹那と心のダブルヒロインによる新たな展開が描かれる。
エンジョイ!!サマーデイズ
著 - 関町台風
BugBug2006年8月号に読み切りで掲載された。

### アンソロジーコミック
Summer Days
発売元 - オークス / ISBN 9784861053870
2006年10月発売。